# Delitz am Berge
Delitz am Berge – dzielnica miasta Bad Lauchstädt w Niemczech, w kraju związkowym Saksonia-Anhalt, w powiecie Saale.
Do 31 grudnia 2007 Delitz am Berge było samodzielną gminą.